# Aeropuerto de Tenerife Norte
Luchthaven Tenerife-Noord (Spaans: Aeropuerto de Tenerife Norte), voorheen bekend als Los Rodeos, (IATA: TFN, ICAO: GCXO) ligt 11 kilometer van Santa Cruz de Tenerife en is de kleinste van de twee internationale vliegvelden van het eiland. Het vliegveld verbindt alle zes de Canarische Eilanden en biedt verbindingen naar Spanje, Europa, en Zuid-Amerika. De route Tenerife-Noord - Gran Canaria is de drukste route met ruim 40 vluchten per dag.
Het vliegveld wordt, net als de Aeropuerto de Tenerife Sur beheerd door het Spaanse staatsbedrijf AENA. In 2023 werden 6.120.550 passagiers en 11.561 ton vracht behandeld, met 75.194 vliegbewegingen.

## Geschiedenis
In de winter van 1929, jaren voordat het vliegveld eigenlijk gebouwd was, was het veld op Los Rodeos gereed om een eerste vliegtuig te laten landen. Dit was een inofficiële vlucht naar Tenerife uitgevoerd bij een Arado VI (D-1594) toestel uitgevoerd van Berlijn namens Lufthansa.
In mei 1930, richtte de Compañía de Líneas Aéreas Subvencionadas S.A. (C.L.A.S.S.A.) de eerste link tussen het Spaanse vasteland en de Canarische Eilanden met gebruik van een Ford 4-AT Trimotor (M-CKKA). Deze steeg op vanuit Getafe, Madrid naar het veld in Los Rodeos.
Nadat de locatie voor het vliegveld was bepaald, werden fondsen opgericht (tussen 1935 en 1939) om een kleine hangar en een uitbreiding te maken; dit zou dan Los Rodeos worden.
In juli 1936 vertrok Francisco Franco vanaf hier om de Spaanse Burgeroorlog te starten.
Een vlucht naar Los Rodeos op 23 januari 1941 met een De Havilland DH89A Dragon Rapide van Iberia landde nadat deze was opgestegen uit Gran Canaria.
In 1946 werden er meer hangars gebouwd. Ook een passagiersterminal en een startbaan van 800 meter werden aangelegd. Het vliegveld was vanaf toen officieel geopend voor binnenlands en internationaal luchtverkeer. De startbaan werd tussen 1940 en 1955 meerdere keren verlengd, waardoor de baan in totaal op 2400 meter kwam in 1953. Vanaf 1953 beschikte het vliegveld over een baan met verlichting en radio, waardoor ook nachtvluchten mogelijk waren.
In 1964 was startbaan 12/30 verlengd tot 3000 meter, waardoor een DC-8 zou kunnen landen en opstijgen. Nieuwe navigatiemiddelen werden geïnstalleerd, en er kwam meer ruimte voor vliegtuigen. In 1971, met het vooruitzicht om de Boeing 747 te kunnen laten landen en opstijgen, werd er ook een Instrument Landing System geïnstalleerd.
Op 27 maart 1977 vond op dit vliegveld het grootste luchtvaartongeluk ooit plaats. Het betrof een botsing op de startbaan tussen twee Boeings 747: een van Pan Am en een van KLM. Hierbij kwamen 583 mensen om het leven.

## Ongelukken
| Datum                                   | Vliegmaatschappij                   | Vliegtuigtype              | Registratie | Vluchtnummer | Doden / Inzittenden |
| --------------------------------------- | ----------------------------------- | -------------------------- | ----------- | ------------ | ------------------- |
| 05.05.1965                              | Iberia                              | Lockheed L-1049G           | EC-AIN      |              | 30 / 49             |
| 07.12.1965                              | Spantax                             | Douglas DC-3               | EC-ARZ      |              | 32 / 32             |
| 05.01.1970                              | Iberia                              | Fokker F-27 Friendship 600 | EC-BOD      |              | 0 / 49              |
| 03.12.1972                              | Spantax                             | Convair CV-990             | EC-BZR      |              | 155 / 155           |
| 27.03.1977 → vliegtuigramp van Tenerife | Pan American World Airways          | Boeing 747-121             | N736PA      | 1736         | 335 / 396           |
| 27.03.1977 → vliegtuigramp van Tenerife | Koninklijke Luchtvaart Maatschappij | Boeing 747-206B            | PH-BUF      | 4805         | 248 / 248           |
| 25.04.1980                              | Dan-Air                             | Boeing 727-46              | G-BDAN      |              | 146 / 146           |

## Gebouwen
Een nieuwe, vier verdiepingen hoge vertrekhal met 12 gates werd in 2003 geopend, samen met wegen en parkeerplaatsen. De luchthaven won zijn internationale status terug toen vluchten naar Caracas begonnen. De "binnenlandse terminal" werd in 2005 geopend.

## Capaciteit
In 2004 was het passagiersverkeer op de luchthaven 3,3 miljoen (+15%). In 2005 steeg dat naar 3,8 miljoen (+11%) en in 2006 was het meer dan 4 miljoen (+7%). Vluchten in dezelfde periode stegen van 56.000 tot 65.000.